# Ameisnockenkopf
L’Ameisnockenkopf est une montagne culminant à 1 925 mètres d'altitude dans le massif des Alpes de Berchtesgaden.

## Géographie

### Situation
L'Ameisnockenkopf se situe dans la partie sud-ouest du chaînon du Reiter Alm, à la frontière entre l'Allemagne et l'Autriche. Il est séparé du Stadelhorn (2 286 m) au nord-est par le Hochgscheidsattel. Une crête mène au sud-ouest vers le Gernhorn (1 908 m) et le Leimbichlhorn (1 866 m) jusqu'au Sülzenstein (1 694 m).
De l'Ameisnockenkopf, la vue porte sur les massifs de Lofer et Leogang à l'ouest, les autres sommets du Reiter Alm et les massifs du Hochkalter et du Watzmann au sud-est.

### Faune et flore
Les pentes inférieures sont occupées par de vastes forêts de bruyères et de pins. Avec l'augmentation de l'altitude, celles-ci sont remplacées par des forêts subalpines d'épinettes et de mélèzes. Des forêts de pins de montagne sont présentes dans les zones les plus plates des parois rocheuses. La crête sommitale est en grande partie exempte de végétation.

## Protection environnementale
Les zones du versant oriental appartiennent au parc national de Berchtesgaden. Les pentes occidentales sont protégées en tant que réserve naturelle du côté autrichien.